# Igor Hałagida
Igor Hałagida (ukr. Ігор Галагіда, ur. 26 lipca 1971 w Gołdapi) – polski historyk i wykładowca akademicki narodowości ukraińskiej, w latach 2001–2018 pracownik naukowy IPN w Gdańsku, profesor historii na Wydziale Historycznym Uniwersytetu Gdańskiego.

## Życiorys
Ukończył IV Liceum Ogólnokształcące w Legnicy, studia historyczne na Uniwersytecie Gdańskim (1996), tam też obronił pracę doktorską (2000) oraz habilitował się (2009). 24 czerwca 2015 otrzymał tytuł profesora z rąk prezydenta RP Bronisława Komorowskiego. Specjalizuje się w tematyce poświęconej najnowszej historii Polski, ze szczególnym uwzględnieniem spraw związanych z relacjami polsko-ukraińskimi w XX w., mniejszością ukraińską w Polsce i Kościoła greckokatolickiego. Jest autorem licznych książek i artykułów poświęconych tej problematyce.
W kadencji 2018–2021 zasiadał w radzie Muzeum Gdańska.
Członek Związku Ukraińców w Polsce.
Odznaczony Złotym Krzyżem Zasługi (2015). Wyróżniony nagrodą „Memoria iustorum” (2008) za zasługi dla dialogu polsko-ukraińskiego.

## Wybrane publikacje
- Igor Hałagida (red.), W starej i nowej ojczyźnie. Mniejszości narodowe w Gdańsku po II wojnie światowej, Gdańsk 1997.
- Roman Drozd, Igor Hałagida, Ukraińcy w Polsce 1944–1989. Walka o tożsamość (Dokumenty i materiały), Warszawa 1999.
- Igor Hałagida, Ukraińcy na Zachodnich i północnych ziemiach Polskich 1947–1957, Warszawa 2002 (rozprawa doktorska).
- Igor Hałagida (red.), System represji stalinowskich w Polsce 1944-1956. Represje w marynarce wojennej, Gdańsk 2005.
- Igor Hałagida, Prowokacja "Zenona". Geneza, przebieg i skutki operacji MBP o kryptonimie "C-1" przeciwko banderowskiej frakcji OUN i wywiadowi brytyjskiemu (1950–1954), Warszawa 2005.
- Igor Hałagida, "Szpieg Watykanu". Kapłan greckokatolicki ks. Bazyli Hrynyk (1896-1977), Warszawa 2008.
- Igor Hałagida, NSZZ "Solidarność" Regionu Słupskiego (19801990). t. 1: szkice do monografii, Gdańsk 2010.
- Igor Hałagida, Odnowienie duszpasterstwa greckokatolickiego w Polsce 1956–1957. Dokumenty, Warszawa 2011 ("Bazyliańskie Studia Historyczne", t. 1).
- Igor Hałagida (red.), "Trzynastego grudnia roku pamiętnego...". Internowani w stanie wojennym z powodów politycznych z województw bydgoskiego, elbląskiego, gdańskiego, słupskiego, toruńskiego i włocławskiego, Bydgoszcz-Gdańsk 2011.
- Igor Hałagida, NSZZ "Solidarność" Regionu Słupskiego (1980-1990). t. 2: dokumenty Komitetu Wojewódzkiego PZPR i Służby Bezpieczeństwa, Gdańsk 2011.
- Igor Hałagida (red.), Szkice z dziejów NSZZ "Solidarność" na Pomorzu Nadwiślańskim i Kujawach (1980-1990), Bydgoszcz-Gdańsk 2012.
- Igor Hałagida, Działania komunistycznych organów bezpieczeństwa przeciwko duchowieństwu greckokatolickiemu w Polsce (1944-1956). Dokumenty, Warszawa 2012 ("Bazyliańskie Studia Historyczne", t. 2).
- Igor Hałagida, Duchowni greckokatoliccy i prawosławni w Centralnym Obozie Pracy w Jaworznie (1947-1949). Dokumenty i materiały, Warszawa 2012.
- Igor Hałagida, Między Moskwą, Warszawą i Watykanem. Dzieje Kościoła greckokatolickiego w Polsce w latach 1944-1970, Warszawa 2013.
- Ігор Галагіда, "І вас переслідувати будуть...". Штрихи до історії репресій проти Української Греко-Католицької Церкви в Польщі у 1944-1957 рр., Львів 2017.
- Ігор Галагіда, Мирослав Іваник, Українські жертви Холмщини та південного Підляшшя у 1939–1944 рр. (Люблинський Дистрикт Генеральної Губернії), Львів 2021.
- Ігор Галагіда, Мирослав Іваник, Погром. Грубещівщина весна 1944 р., Львів 2025.